# LIVRE
LIVRE (L), (portugiesisch: frei) ist eine portugiesische links-grüne Partei. Die 2014 gegründete Partei ist vor allem durch ihren Europaabgeordneten Rui Tavares bekannt geworden. Das Parteilogo zeigt eine rote Mohnblüte auf grünem Grund. Die Partei ist seit der Parlamentswahl vom 6. Oktober 2019 mit einer Abgeordneten im portugiesischen Parlament vertreten.

## Geschichte
Die Partei entstand im Rahmen des sogenannten Manifesto para uma Esquerda Livre, ein 2012 von zahlreichen linken portugiesischen Intellektuellen unterschriebener Appell für eine „freiere Linke, ein gerechteres Portugal und ein gemeinschaftlicheres Europa“ („uma esquerda mais livre, um Portugal mais igual e uma Europa mais fraterna“). Der Gründungskongress der Partei fand am 31. Januar und 1. Februar in Porto statt. Das portugiesische Verfassungsgericht, das für die Anerkennung von Parteien in Portugal zuständig ist, erkannte die Partei am 19. März 2014 an.
Nach der Gründung der Partei trat Rui Tavares, bisheriges parteiloses Mitglied für den Bloco de Esquerda im Europaparlament, zur LIVRE über. Damit einher ging auch ein Fraktionswechsel von der linken Parlamentsfraktion zur Fraktion der Grünen und Regionalisten.
Auf ihrem zweiten Parteikongress am 19. April 2015 schloss sich die Partei mit mehreren linksgerichteten Kleinparteien und Gruppierungen zu einem Parteienbündnis zusammen und benannte sich in Livre/Tempo de Avançar um. Das portugiesische Verfassungsgericht erkannte diese Namensänderung am 20. Mai 2015 an.
Auf dem fünften Parteikongress am 19. Juni 2016 fand eine Abstimmung statt, bei der beschlossen wurde, wieder den alten Parteinamen LIVRE zu verwenden. Diese erneute Namensänderung wurde vom portugiesischen Verfassungsgericht am 10. Mai 2017 anerkannt.
Von 2018 bis 2019 war LIVRE Mitglied der Bewegung Demokratie in Europa 2025, seit 2023 ist sie Mitglied der Europäische Grüne Partei (EGP).

## Struktur

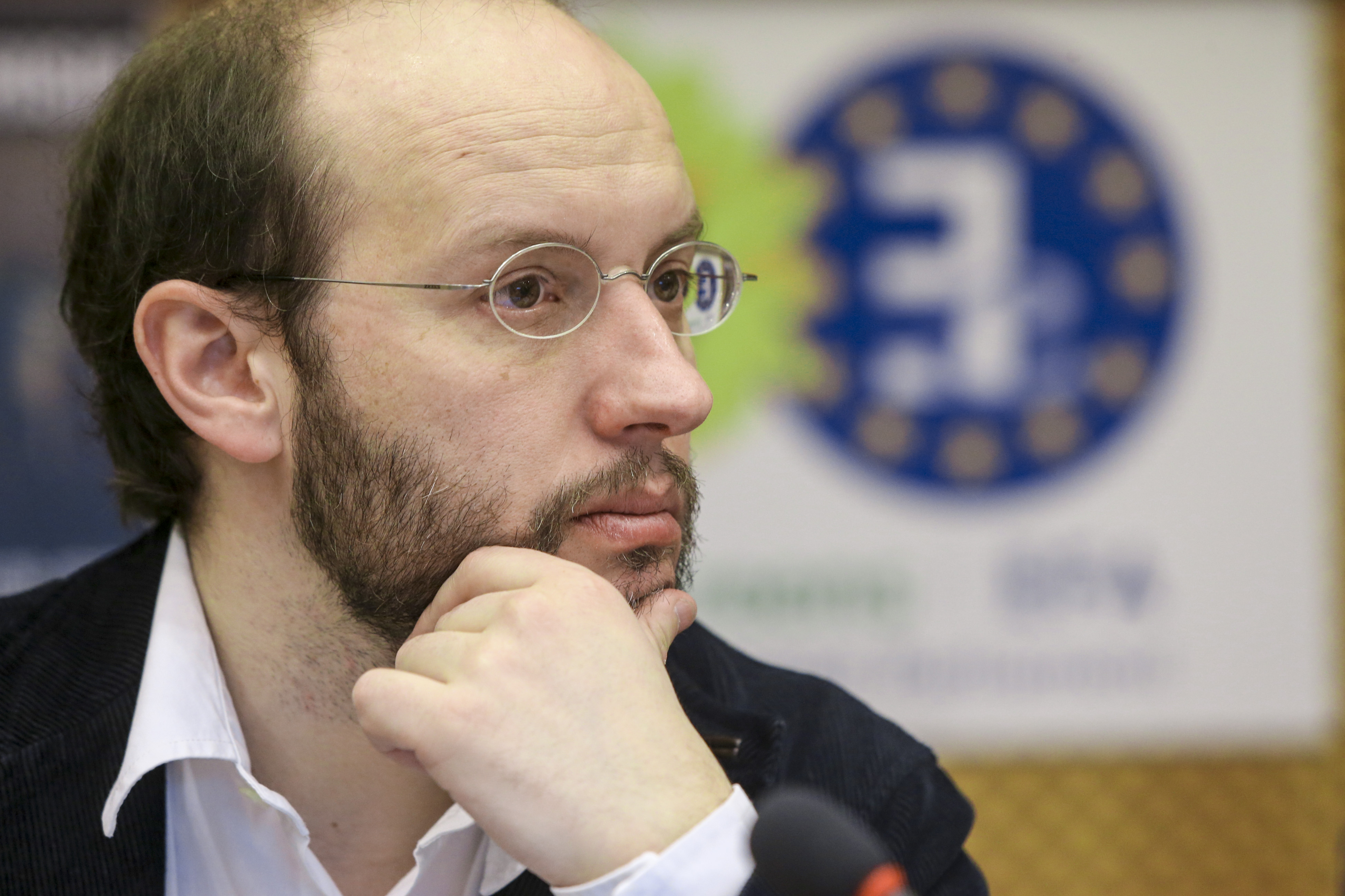
Bekanntester Politiker des LIVRE ist Rui Tavares, bis 2011 parteiloses Mitglied im Europaparlament für den Bloco de Esquerda, ab 2013 für LIVRE

Die Partei hat keinen Vorsitzenden, sondern wird durch eine sogenannte Kontaktgruppe (grupo de contacto) aus 15 Mitgliedern geführt. Diese besteht derzeit aus folgenden Mitgliedern:
- Ana Raposo Marques
- Aurora Cerqueira
- Carlos Teixeira
- Eduardo Viana
- Florbela Carmo
- Isabel Mendes Lopes
- Joacine Katar Moreira
- Jorge Pinto
- José Manuel Azevedo
- Marta Costa
- Patrícia Gonçalves
- Paulo Muacho
- Pedro Mendonça
- Pedro Nunes Rodrigues
- Safaa Dib

## Wahlen

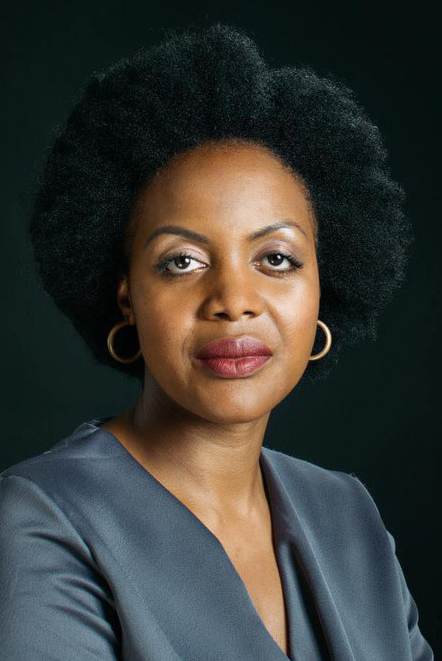
Joacine Katar Moreira, erste Abgeordnete von LIVRE im portugiesischen Parlament

Die erste Wahl, bei der die Partei antrat, war die Europawahl in Portugal 2014. Über ein Online-Verfahren konnten Parteimitglieder und Sympathisierende die Wahlliste der Partei wählen, das erste Mal in der Geschichte in der portugiesischen Politik. Als Spitzenkandidaten wählten diese den bisherigen Europaabgeordneten Rui Tavares. Das Wahlprogramm der Partei basierte auf ähnlichen Forderungen der anderen portugiesischen linken Parteien, dazu gehörten unter anderem eine Neuverhandlung des Schuldenvertrags mit der Europäischen Union, eine Anklage gegen die „Troika“ vor dem Europäischen Gerichtshof, die Einberufung einer europäischen Schuldenkonferenz sowie Wachstums- und Investitionsprogramme für die Länder der Europäischen Union. Im Wahlkampf wurde die Partei unter anderem vom bekannten Gato-Fedorento-Komiker und Satiriker Ricardo de Araújo Pereira unterstützt. Die Partei errang letztendlich 71.602 Stimmen, was einem Stimmenanteil von 2,18 Prozent entspricht. Sie gewann damit keinen Sitz im Parlament. Hochburg der Partei war die portugiesische Hauptstadt Lissabon, wo sie 5,4 Prozent der Stimmen gewann und damit 0,1 Prozentpunkte mehr als der Bloco de Esquerda.
Bei den Europawahlen am 26. Mai 2019 entfielen auf die Partei 60.575 Stimmen bzw. 1,83 Prozent. Ein Mandat konnte sie nicht erlangen.
Bei der Parlamentswahl vom 8. Oktober 2019 erhielt die Partei 1,09 Prozent der Stimmen und erlangte erstmals einen Sitz im portugiesischen Parlament. Den Sitz erlangte die in Guinea-Bissau geborene und aufgewachsene Historikerin Joacine Katar-Moreira.

## Wahlergebnisse

### Assembleia da República
| Jahr | Wahl                | Anzahl Stimmen | % Stimmen | Anzahl Sitze | +/- |
| ---- | ------------------- | -------------- | --------- | ------------ | --- |
| 2015 | Parlamentswahl 2015 | 39.340         | 0,73      | 0/230        |     |
| 2019 | Parlamentswahl 2019 | 56.940         | 1,09      | 1/230        | ▲ 1 |
| 2022 | Parlamentswahl 2022 | 72.610         | 1,29      | 1/230        | ▬   |
| 2024 | Parlamentswahl 2024 | 204.676        | 3,16      | 4/230        | ▲ 3 |
| 2025 | Parlamentswahl 2025 | 257.273        | 4,07      | 6/230        | ▲ 2 |

### Europäisches Parlament
| Jahr | Wahl            | Anzahl Stimmen | % Stimmen | Anzahl Sitze | +/- |
| ---- | --------------- | -------------- | --------- | ------------ | --- |
| 2014 | Europawahl 2014 | 71.495         | 2,18      | 0/21         |     |
| 2019 | Europawahl 2019 | 60.575         | 1,83      | 0/21         | ▬   |
| 2024 | Europawahl 2024 | 148.492        | 3,76      | 0/21         | ▬   |